# Tân Hạnh (Đồng Nai)
Tân Hạnh is een xã van Biên Hòa, de hoofdstad van de provincie Đồng Nai.